# 노기자카 공사중
노기자카 공사중(乃木坂工事中)은 일본의 TV 아이치에서 2015년 4월 19일부터 방송되는 버라이어티 프로그램이다.

## 개요
- 노기자카46의 지방 지상파 레귤러 방송으로 노기자카는 어디?는 2011년 10월 2일부터 2015년 4월 12일까지 방송되었으며, 4월 20일부터 본 프로그램 타이틀로 변경되었다.

## 출연자
2022년 7월 현재
- MC
  - 바나나맨 (시타라 오사무, 히무라 유키)
- 노기자카46
  - 1기생 : 아키모토 마나츠, 사이토 아스카, 히구치 히나, 와다 마야
  - 2기생 : 스즈키 아야네
  - 3기생 : 이토 리리아, 이와모토 렌카, 우메자와 미나미, 쿠보 시오리, 사카구치 타마미, 사토 카에데, 나카무라 레노, 무카이 하즈키, 야마시타 미즈키, 요시다 아야노 크리스티, 요다 유키
  - 4기생 : 에토 사쿠라, 카키 하루카, 카케하시 사야카, 카나가와 사야, 키타가와 유리, 쿠로미 하루카, 사토 리카, 시바타 유나, 세이미야 레이, 타무라 마유, 츠츠이 아야메, 하야카와 세이라, 하야시 루나, 마츠오 미유, 야쿠보 미오, 유미키 나오
  - 5기생 : 이오키 마오, 이케다 테레사, 이치노세 미쿠, 이노우에 나기, 오카모토 히나, 오가와 아야, 오쿠다 이로하, 카와사키 사쿠라, 스가하라 사츠키, 토미사토 나오, 나카니시 아루노
- 나레이션
  - 사토 켄지
  - 오오에도 요시요시 (부정기)

## 같이 보기
- 노기자카는 어디?
- 거기 돌면, 사쿠라자카?
- 히나타자카에서 만납시다